# Cristești, Mureș
Cristești, mai demult Murăș-Cristur, colocvial Cristur, (în maghiară Maroskeresztúr, colocvial Keresztúr, în germană Heiligkreuz) este satul de reședință al comunei cu același nume din județul Mureș, Transilvania, România.

## Populație
La recensământul din 2002 au fost înregistrați 4.618 de locuitori, dintre care 2.363 români (51,2%), 1.932 maghiari și secui (41,8%), 315 țigani (6,8%), 3 germani și 2 sârbi.

## Istoric
Pe teritoriul localității Cristești s-a descoperit o locuire civilă tip așezare din epoca neolitică ce aparține de cultura Turdaș.
Din epoca bronzului timpuriu s-a descoperit o așezare ce aparține de cultura Coțofeni în punctul numit Lutărie. În același punct s-a descoperit o necropolă scitică din a doua jumătate a secolului VI - începutul secolului V înainte de Christos, un mormânt din epoca romană, și o așezare medievală de cultură neprecizată.
Tot din epoca bronzului s-a descoperit și o așezare deschisă de cultură neprecizată în punctul numit Balastieră. În același punct s-a descoperit și o așezare din epoca La Tène. Anul descoperirii este 2015 iar suprafața sitului este de 6000 m2.
În punctul numit cariera de nisip s-a descoperit o altă necropolă scitică de înhumație din secolul V înainte de Christos, suprafața sitului constând într-o jumătate de hectar.
În punctul numit Cetatea de pământ s-a descoperit o altă așezare din epoca romană în perimetrul căreia s-au descoperit numeroase fragmente ceramice, cărămizi, țigle și monede..
În punctul Hosuba lângă Combinatul Azomureș s-au descoperit următoarele locuințe civile în 1928 pe când locul aparținea de localitatea Cristești și nu de orașul Târgu Mureș ca în ziua de azi:
- așezare din epoca La Tène (sec. I a.Chr - I p.Chr), cultură dacică
- așezare din epoca romană (sec. II - III d.Hr.), cultură neprecizată
- castru din epoca romană (sec. II - III d.Hr.), cultură neprecizată
- locuire din epoca migrațiilor (sec. IV d.Hr.), cultură neprecizată

Așezarea din epoca romană a fost semnalată în 1870, împreună cu drumul roman încă vizibil la acea vreme. 
J.F. Neigebaur este primul cercetător care menționează urme romane la Cristești. 
În 1882 Farkas Deak a efectuat câteva sondaje care au dus la descoperirea unei țigle cu inscripția Al(a) BOS (poranorum) ceea ce a determinat presupunerea existenței unui castru. În 1886 au fost descoperite o diplomă militară din 8 iulie 158 aparținând unui soldat din ala I Gallorum et Bosporanorum, alte țigle și cărămizi cu aceeași ștampilă sau cu alte ștampile[necesită citare]. 
Cercetările ulterioare nu au dus la identificarea castrului, însă au fost decopertate cinci cuptoare de olari cu foarte multe vase și fragmente de vase[necesită citare]. 
Aurel Filimon consideră că urmele castrului au fost distruse de apele Mureșului, iar așezarea nu ar fi alta decât antica Sangidava menționată în Tabula Peutingeriana. Producția de ceramică locală ar fi avut două destinații, cea roșie era realizată pentru romani, iar cea cenușie-negricioasă pentru autohtoni[necesită citare].
Constantin Daicoviciu consideră descoperirea drept așezare, iar J. Paulovics, realizând cercetări în 1942 ajunge la concluzia că la Cristești este "o așezare de olari..." și neagă existența castrului, pe care îl plasează în zona orașului Târgu Mureș[necesită citare].
În 1950 D. Popescu reia cercetările și remarcă faptul că este o așezare civilă, un vicus daco-roman, din secolele II-III. S-au descoperit urmele unui zid realizat din pietre plate, nefasonate; 17 monede, cea mai veche de la Împăratul Traian, iar cea mai nouă de la  Împăratul Filip Arabul[necesită citare].
Cercetările din 1972 au dus la descoperirea unei clădiri de mari dimensiuni și observarea altor clădiri, ceea ce atestă o tentă de urbanizare a așezării[necesită citare].
Deși au fost descoperite numeroase cărămizi și țigle cu ștampilele unor unități militare, nu este atestată existenta unui castru[necesită citare]. 
Marea bogăție și varietate a materialelor descoperite demonstrează că locuitorii au practicat ocupații diverse: agricultura, creșterea animalelor, meșteșugurile etc. Olăritul a fost meșteșugul cel mai important, dovadă cuptoarele descoperite și imensa cantitate de ceramică, ceea ce poate justifica faptul că așezarea era un puternic centru de olărit[necesită citare]. 
Alături de acest meșteșug locuitorii așezării practicau și prelucrarea metalelor (fierului, bronzului), sticlei, pietrei etc. Au avut și preocupări pentru medicină, artă, comerț[necesită citare]. 
Ultimele cercetări realizate în 1994 în zona sud-estică a așezării au dus la descoperirea unei locuințe în care se aflau numeroase fragmente ceramice roșii, cenușii fine și grosiere, fragmente de vase terra sigillata de import, lame de cuțit, cuie din fier, o aplică de bronz (prima jumătate a sec. I) și monede (un sestertius de la Împăratul Hadrian, altul din bronz de la Împăratul Traian), un cap de teracotă reprezentând o divinitate romană[necesită citare]. 
Pe teritoriul localității s-a descoperit un cimitir scitic.
Pe Harta Iosefină a Transilvaniei din 1769-1773 (Sectio 142), localitatea a apărut sub numele de „Mar: Keresztur”.

## Obiectiv memorial
Parcela Eroilor Români din Al Doilea Război Mondial este amplasat în cimitirul din localitate. A fost amenajată în 1957 și restaurată în 1973, având o suprafață de 360 mp. În această parcelă sunt înhumați 157 eroi necunoscuți și 58 eroi cunoscuți, în morminte comune și individuale. 